# Nzuzi Toko Bundebele
Nzuzi Toko Bundebele (ur. 20 grudnia 1990) – piłkarz z Demokratycznej Republiki Konga występujący na pozycji pomocnika w klubie FC Sankt Gallen. W Reprezentacji Demokratycznej Republiki Konga zadebiutował w 2010 roku.